# Петрус Крістус

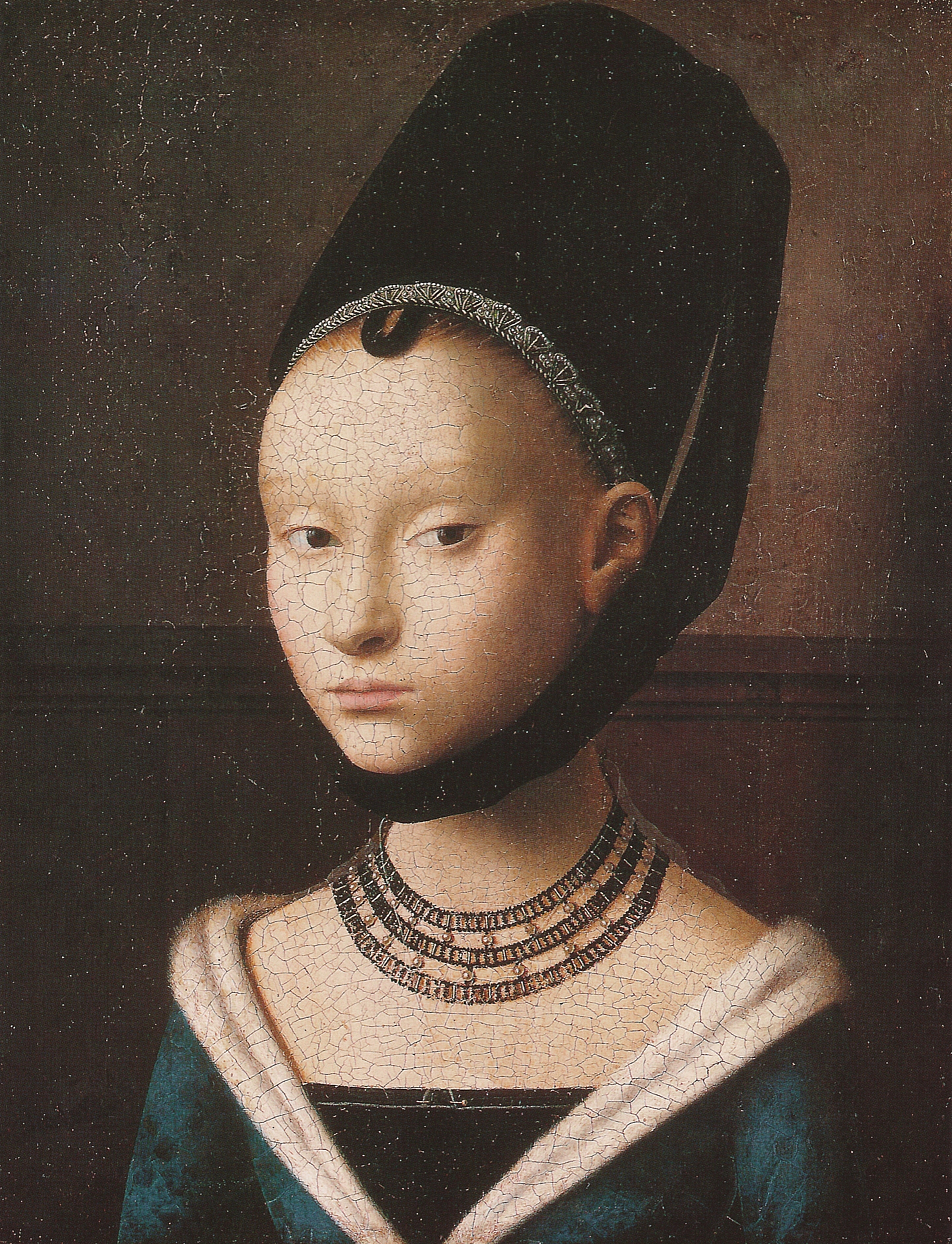
Портрет молодої дівчини. бл. 1470. Картинна галерея. Берлін

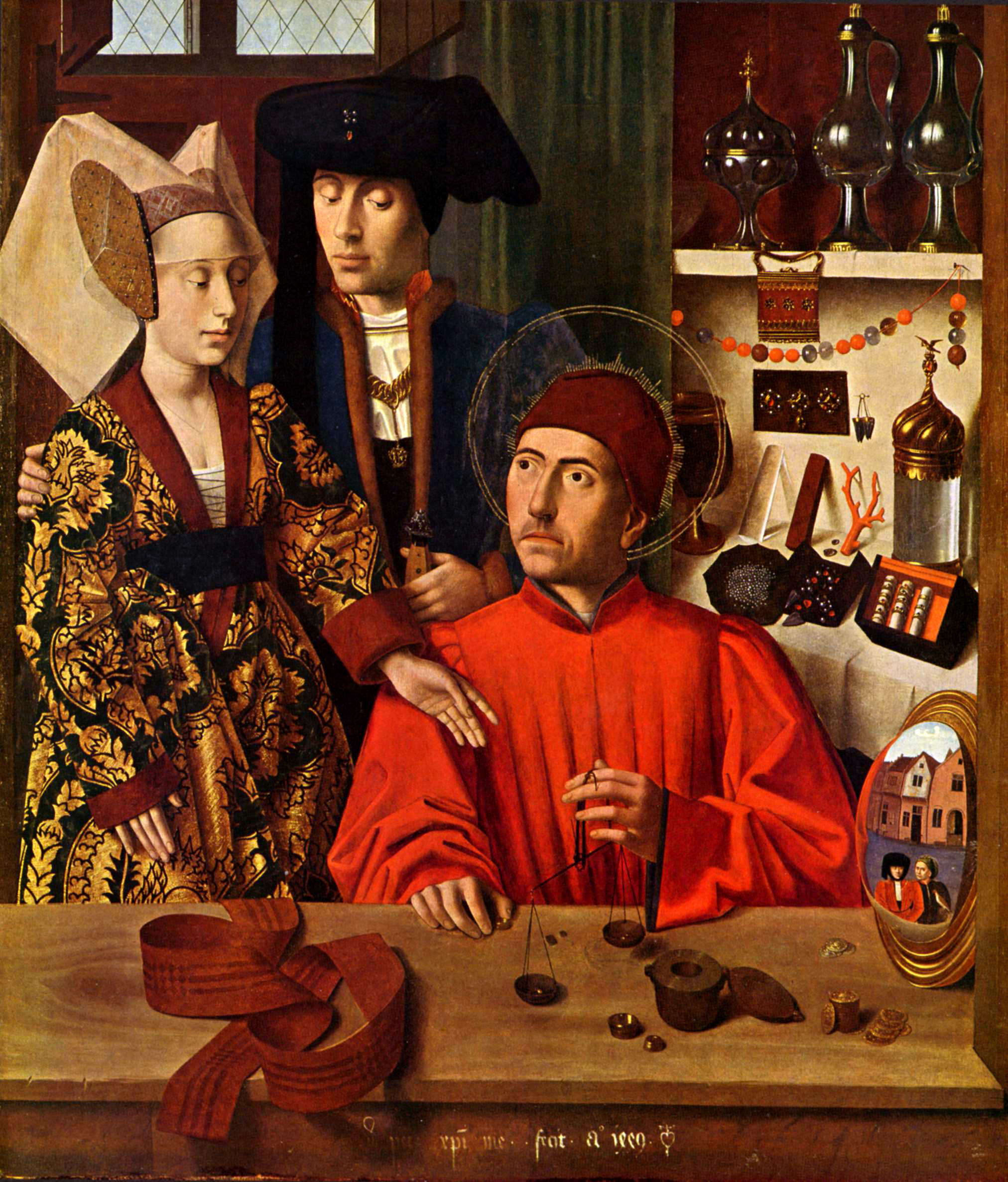
Св. Елігій в майстерні. 1449. Музей Метрополітен. Нью-Йорк

Петрус Крістус (нід. Petrus Christus) (1410/1420, Баарле — 1475/1476, Брюгге) — фламандський художник, працював у Брюгге з 1444 року.
Також згадується під ім'ям Пітер Крістофсен.

## Біографія
Петрус Крістус був учнем Яна ван Ейка, на стиль Крістуса крім вчителя вплинули художники Рогір ван дер Вейден і Робер Кампен. Петрус успадкував майстерню Ван Ейка після його смерті в 1441 році й справив значний вплив на інших майстрів Брюггської школи — Дірка Баутса і Гертгена той Сінт-Янса. У полотнах на релігійні теми Крістус не зумів досягти рівня ван Ейка, однак портрети пензля Крістуса завдяки характерно проробленим деталям міміки виглядали дуже реалістичними. Петрус Крістус був першим фламандським живописцем, який зосередився на портретному живописі. Одним з його шедеврів вважається «Портрет дівчини» з Берлінської картинної галереї.

## Вибрані твори

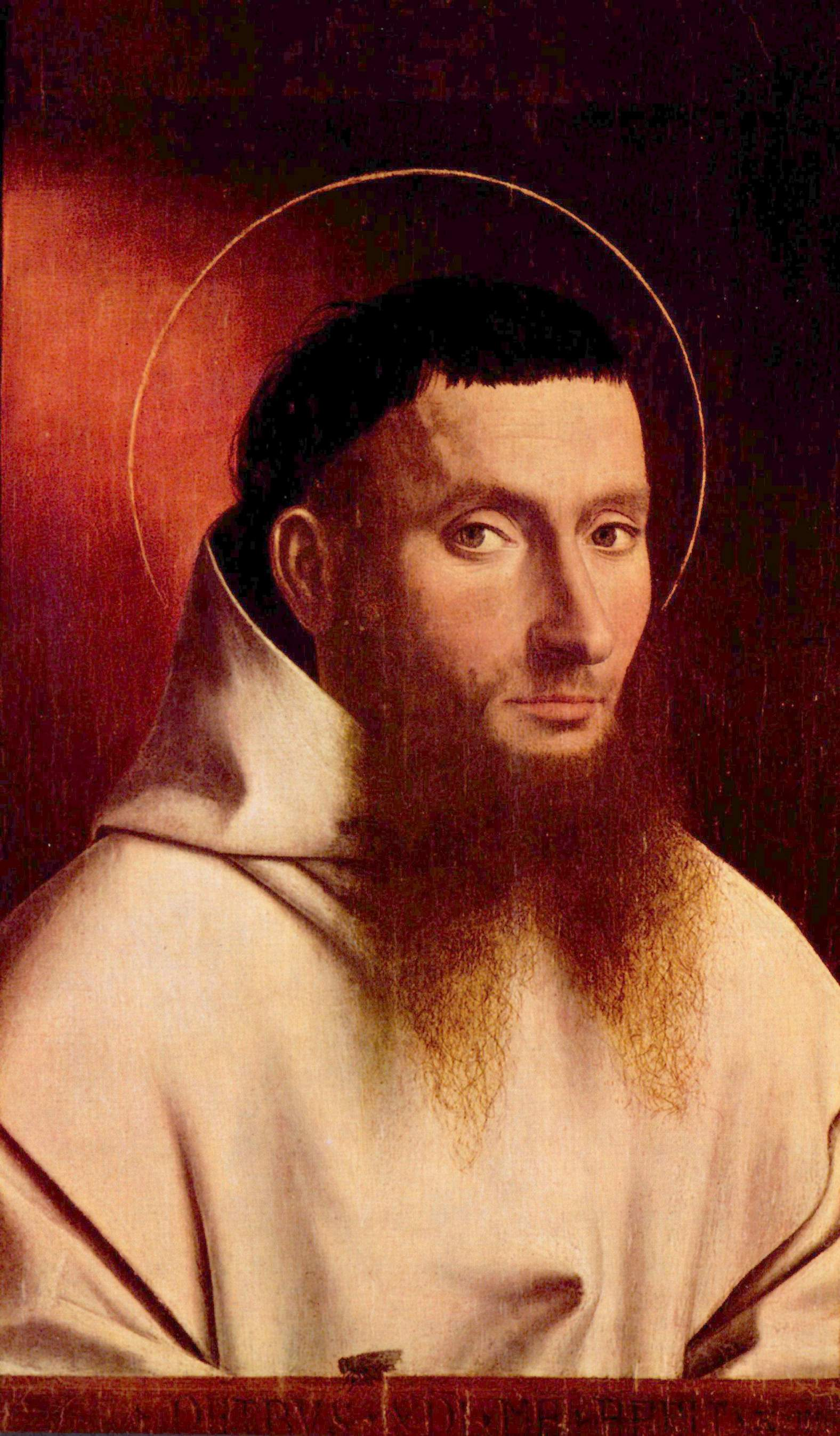
Портрет картузіанця, 1446

### Лондонська національна галерея
- Портрет молодого чоловіка, 1460 дерево, 35,5x26,3 см

### Музей Метрополітен,Нью-Йорк
- Портрет картузіанця, 1446 олія на дереві, 29,2x21,6 см
- Золотих справ майстер у своїй майстерні, можл. Св. Еліній, 1449, олія на дереві, 98x85 см
- Оплакування, бл. 1450, олія на дереві
- Образ Христа, бл. 1445, олія на пергаменті, 14,9x10,8 см

### Берлінська картинна галерея
- Портрет молодої дівчини, бл. 1470, олія на дереві
- Благовіщення і різдво, 1452, дерево, 134x56 см
- Страшний суд, дерево, 134x56 см
- Богородиця з дитям, олія на дереві
- Bildnis einer jungen Dame, можл. Леді Тальбот, бл. 1450, дерево, 28x21 см

### Національна галерея мистецтв (Вашінгтон)
- Різдво, бл. 1450
- Портрет благодійниці, бл. 1455
- Портрет благодійниці, бл. 1455

### Музей Штедель,Франкфурт-на-Майні
- Портрет чоловіка з соколом, Mitte 15. Jahrhundert, Silberstift, 19x14,4 см
- Богородиця з дитям і двоє святих